# Edward Neumeier
Pour les articles homonymes, voir Neumeier.
Edward Neumeier, né en 1957, est un scénariste et réalisateur américain. Il est principalement célèbre pour ses scénarios écrits en collaboration avec Michael Miner, comme l'écriture du scénario de RoboCop et la création des personnages de cet univers de fiction, ainsi que, seul, Starship Troopers et son univers.

## Biographie
Edward Neumeier lance sa carrière à 24 ans en tant que scénariste pour Columbia Pictures. Ne sachant par où commencer, il profite du tournage de Blade Runner à côté de son bureau pour y participer discrètement, l'immensité du plateau lui permettant de ne pas se faire remarquer. C'est là que lui vient l'idée de RoboCop, un personnage qu'il voit d'abord comme un robot qui observe les hommes, avant de l'imaginer comme un homme qui devient robot. Fort de ce pitch, il rencontre alors Michael Miner, un confrère à peine plus âgé que lui, et ils entreprennent ensemble d'en tirer un scénario. Ils le présentent ensuite au producteur Jon Davison, qui convainc Orion Pictures de le financer. Ils sont alors rejoints par les maquilleurs Rob Bottin et Phil Tippett, et surtout par le réalisateur Paul Verhoeven, avec qui Neumeier développera une relation privilégiée. C'est avec lui qu'il scénarise dix ans plus tard son deuxième film, Starship Troopers, lequel deviendra avec RoboCop le fondement de toute sa carrière,.

## Filmographie
Sauf indication contraire, les informations mentionnées dans cette section peuvent être confirmées par la base de données cinématographiques IMDb,  présente dans la section « Liens externes ».

### Scénariste

#### Cinéma
- 1987 : RoboCop de Paul Verhoeven
- 1997 : Starship Troopers de Paul Verhoeven
- 2004 : Starship Troopers 2 : Héros de la Fédération (Starship Troopers 2: Hero of the Federation) de Phil Tippett
- 2004 : Anacondas : À la poursuite de l'orchidée de sang (Anacondas: The Hunt for the Blood Orchid) de Dwight H. Little
- 2008 : Starship Troopers 3 (Starship Troopers 3: Marauder) de lui-même
- 2017 : Starship Troopers : L'Invasion de Mars (Starship Troopers: Traitor of Mars) de Shinji Aramaki et Masaru Matsumoto

Prochainement
- Young Sinner de Paul Verhoeven

#### Télévision
- 1994 : RoboCop (2 épisodes) - saison 1, épisodes 1 et 2
- 1998-1999 : RoboCop : Alpha Commando (créateur)
- 2000 : Rat Bastard (téléfilm) de Kevin Altieri

#### Jeux vidéo
- 1993 : Ground Zero Texas (histoire)

### Réalisateur
- 2008 : Starship Troopers 3 (Starship Troopers 3: Marauder) de lui-même

### Producteur
- 1987 : RoboCop de Paul Verhoeven
- 1997 : Starship Troopers de Paul Verhoeven
- 2004 : Starship Troopers 2 : Héros de la Fédération (Starship Troopers 2: Hero of the Federation) de Phil Tippett
- 2012 : Starship Troopers : Invasion (Starship Troopers: Invasion) de Shinji Aramaki

### Acteur
- 1997 : Starship Troopers de Paul Verhoeven (non crédité)

## Distinctions
Récompenses
- Saturn Awards :
  - Saturn Award du meilleur scénario 1988 (RoboCop)
- Ojai Film Festival :

Nominations
- Prix Edgar-Allan-Poe :
  - Meilleur film 1988 (RoboCop)
- Prix Hugo :
  - Meilleur film 1988 (RoboCop)
  - Meilleur film 1998 (Starship Troopers)